# 中南信用金庫
中南信用金庫（ちゅうなんしんようきんこ、英語：Chunan Shinkin Bank）は、神奈川県中郡大磯町に本店を置く信用金庫である。2021年6月14日より磁気の影響を受けにくい新しい通帳（Hi-Co通帳）を取扱開始した(Hi-Co通帳に対応していない信用金庫ATMではHi-Co通帳は使えない。) 。

## 店舗
- 本店営業部
- 二宮支店
- 下中支店
- 国府支店
- 旭支店
- 四之宮支店
- 伊勢原支店
- 平塚支店
- 茅ヶ崎支店
- 高森支店
- 厚木南支店
- 中井支店
- さかま支店
- 高麗支店
- 中里支店
- 中原支店
- 林支店